# 塞恩-維特根施泰因
塞恩-維特根施泰因（Sayn-Wittgenstein）是德國歷史上，神聖羅馬帝國的邦國之一，存在於十四世紀到十七世紀初。

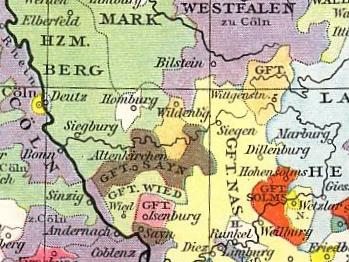
塞恩-維特根施泰因（棕色）

十四世紀時，統治塞恩伯國的施蓬海姆家族的一個分支藉由婚姻取得維特根施泰因統治權。在德國宗教改革期間，塞恩-維特根施泰因伯爵路易一世（1558－1605年在位）改宗喀爾文教派；路易一世去世後他的兒子們於1607年將領地瓜分，塞恩-維特根施泰因因此分裂為塞恩-維特根施泰因-貝勒堡、塞恩-維特根施泰因-哈亨堡以及塞恩-維特根施泰因-維特根施泰因。

## 著名成員
- 奧古斯特·大衛·塞恩-維特根施泰因-霍亨施泰因（英语：August David zu Sayn-Wittgenstein-Hohenstein）（1663－1735），普魯士內閣官員
- 彼得·維特根施泰因（1769－1843），拿破崙戰爭期間的俄羅斯帝國陸軍元帥
- 海因里希·塞恩-維特根施泰因（英语：Heinrich Prinz zu Sayn-Wittgenstein）（1916－1944），納粹德國空軍王牌飛行員
- 理查·塞恩-維特根施泰因-貝勒堡（1934－2017），丹麥的本尼迪克特公主的丈夫